# Voja
La Voja (in russo Воя?) è un fiume della Russia europea orientale, affluente di sinistra del fiume Vjatka (bacino idrografico della Kama). Scorre nell'Oblast' di Kirov. 
Il fiume ha origine a est del villaggio di Taranki, scorrendo in direzione sud-occidentale; attraversa la città di Nolinsk e sfocia nella Viatka a 300 km dalla foce. Il letto del fiume è moderatamente tortuoso, largo fino a 15 m nella parte superiore, 45 m nella parte centrale e inferiore. Nel corso medio e basso il fiume assume un carattere piatto. Ha una lunghezza di 174 km, il suo bacino è di 2 910 km².